# Soutelinho da Raia
Soutelinho da Raia is een plaats (freguesia) in de Portugese gemeente Chaves en telt 192 inwoners (2001).